# Rotterdam Open 2024 - Qualificazioni doppio
Le qualificazioni del singolare del Rotterdam Open 2024 sono state un torneo di tennis preliminare per accedere alla fase finale della manifestazione. I vincitori dell'ultimo turno sono entrati di diritto nel tabellone principale. In caso di ritiro di uno o più giocatori aventi diritto a questi sono subentrati i lucky loser, ossia i giocatori che hanno perso nell'ultimo turno ma che avevano una classifica più alta rispetto agli altri partecipanti che avevano comunque perso nel turno finale.

## Teste di serie
1. Romain Arneodo /  Tristan-Samuel Weissborn (primo turno)

1. Andreas Mies /  John-Patrick Smith (qualificati)

## Qualificati
1. Andreas Mies /  John-Patrick Smith

## Tabellone
|  | Primo turno | Primo turno                             | Primo turno | Primo turno | Primo turno |  |  | Ultimo turno | Ultimo turno                    | Ultimo turno                    | Ultimo turno | Ultimo turno |  |
|  |             |                                         |             |             |             |  |  |              |                                 |                                 |              |              |  |
|  | 1           | Romain Arneodo Tristan-Samuel Weissborn | 4           | 6           | [8]         |  |  |              |                                 |                                 |              |              |  |
|  | Alt         | Nikola Ćaćić Denys Molčanov             | 6           | 1           | [10]        |  |  | Alt          | Nikola Ćaćić Denys Molčanov     | Nikola Ćaćić Denys Molčanov     | 1            | 0            |  |
|  | WC          | Sander Arends Sem Verbeek               | 6           | 64          | [11]        |  |  | 2            | Andreas Mies John-Patrick Smith | Andreas Mies John-Patrick Smith | 6            | 6            |  |
|  | 2           | Andreas Mies John-Patrick Smith         | 3           | 7           | [13]        |  |  |              |                                 |                                 |              |              |  |